# Taygetis elegia
Espèce
Taygetis elegia est une espèce de papillons de la famille des Nymphalidae, de la sous-famille des Satyrinae et du genre Taygetis.

## Dénomination
Taygetis elegia a été décrit par Gustav Weymer en 1910.

## Écologie et distribution
Taygetis elegia est présent en Bolivie.

### Protection
Pas de statut de protection particulier